# Waldemar Babinicz
Waldemar Leon Babinicz (* 13. August 1902 in Kowel; † 21. April 1969 in Nałęczów) war ein polnischer Schriftsteller und Publizist. In seinen Romanen, Erzählungen und Reportagen thematisierte er insbesondere das Leben auf dem Land.

## Leben
Babinicz besuchte das Gymnasium in Chełm und Lublin. Während des Ersten Weltkrieges war er Mitglied der Polska Organizacja Wojskowa. Nach dem Krieg studierte er Romanistik an der Katholischen Universität Lublin. Nach seinem Studium arbeitete er ab 1926 als Lehrer an Mittelschulen. 1936 siedelte er nach Warschau um, wo er als Journalist für den Dziennik Poranny und anschließend für die Nowa Rzeczpospolita arbeitete.
Während der deutschen Besetzung lebte er im Powiat Jędrzejowski und gründete eine Volksuniversität (Uniwersytet Ludowy) im Untergrund. Nach dem Zweiten Weltkrieg leitete er die Volksuniversität in Pawłowice bei Sędziszów und bis 1968 in Różnica. Daneben war er von 1952 bis 1958 Vorsitzender der Kulturkommission der Polnischen Sozialistischen Partei – Freiheit, Gleichheit, Unabhängigkeit in Kielce sowie Mitglied der Generalverwaltung des Towarzystwo Wiedzy Powszechnej. Zudem war er von 1956 bis 1958 Chefredakteur der Zeitschrift Ziemia Kielecka. Anschließend war er von 1959 bis 1966 Redaktionsmitglied der Zeitschrift Orka und Tygodnik Kulturalny sowie von 1961 bis 1964 der Zeitschrift Kamena. In den Verband der Polnischen Literaten wurde er 1960 aufgenommen. Seine Feuilletons publizierte er 1966 in Nasz Klub und von 1967 bis 1968 in Teatr Ludowy. Für die Radiostation Kielce des Polskie Radio bereitete er von 1966 bis 1968 ein monatliches Feuilleton vor.

## Werke
- Zapalone pochodnie, 1954
- Ekipa, 1955
- Szeroki świat, 1955
- Przygoda w świetlicy, 1956
- Listy z parafii, 1959
- Apostołowie, 1961
- Złota woda, 1961
- Obecny, 1962
- Za ścianą, 1963
- Działęź, 1965
- Egzamin dojrzałości, 1965
- O babkach, nugatach i dziwnej antyfonie, 1965
- Rówieśnicy, 1965
- Ludzie to powiedzieli, 1966
- Drzazgi, 1967
- Fontanna, 1967
- Zaczarowane laski, 1968
- Wyznania po ślubie, 1970
- Biesiady z kumplami, 1971
- Prawo wyboru, 1972
- Wybór opowiadań, 1988

## Auszeichnungen
- 1958: Ritterkreuz Polonia Restituta
- 1963: Zasłużony Działacz Kultury